# Zaječar
Zaječar er en by i det østlige Serbien, med et indbyggertal (pr. 2002) på cirka 39.000. Byen er hovedstad i Zaječar-distriktet.
43°55′N 22°18′Ø / 43.917°N 22.300°Ø
- Wikimedia Commons har flere filer relateret til Zaječar